# Stanley (Idaho)
Stanley – miasto w Stanach Zjednoczonych, w stanie Idaho, w hrabstwie Custer.